# 古心寺

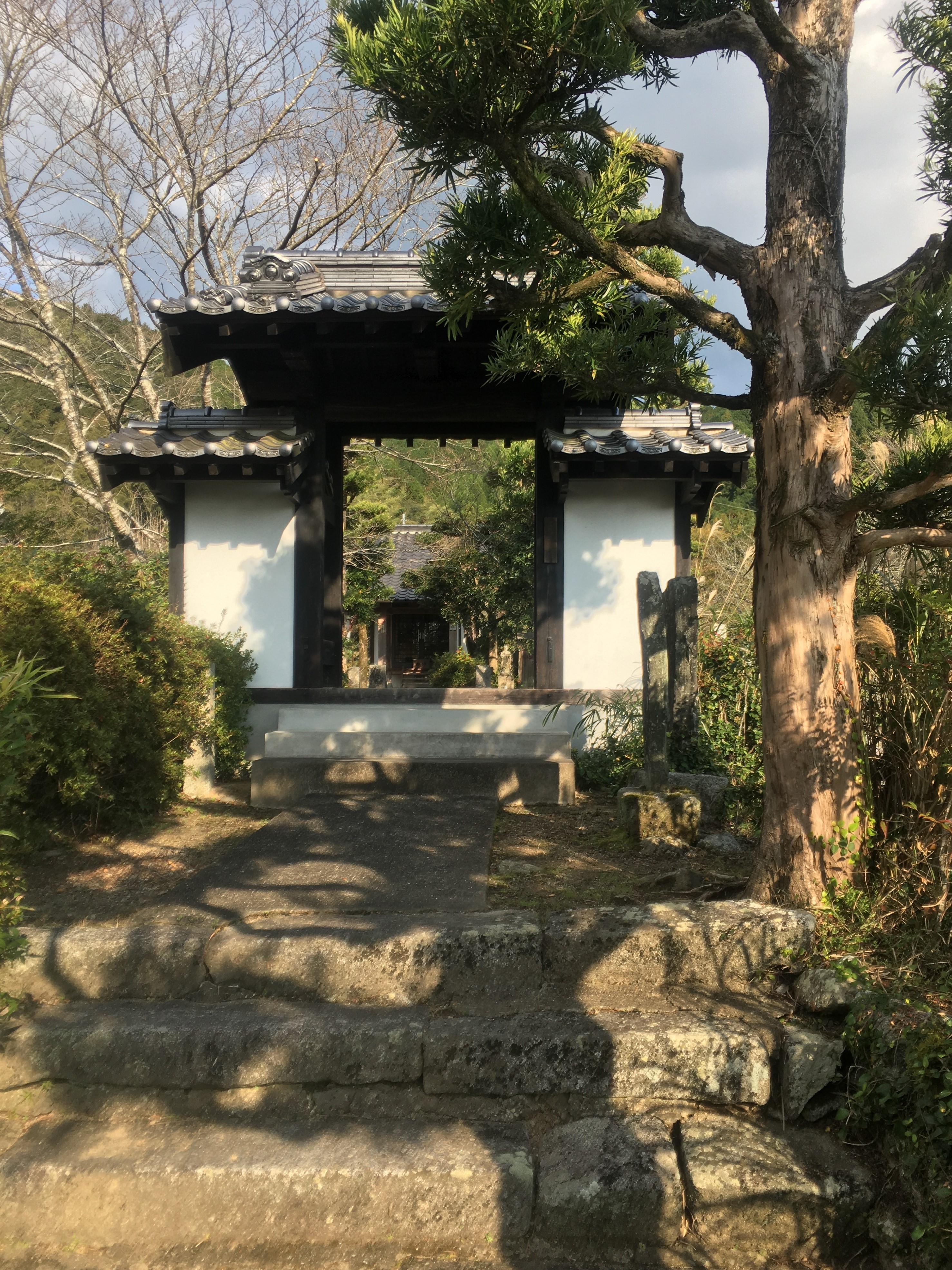
古心寺 山門

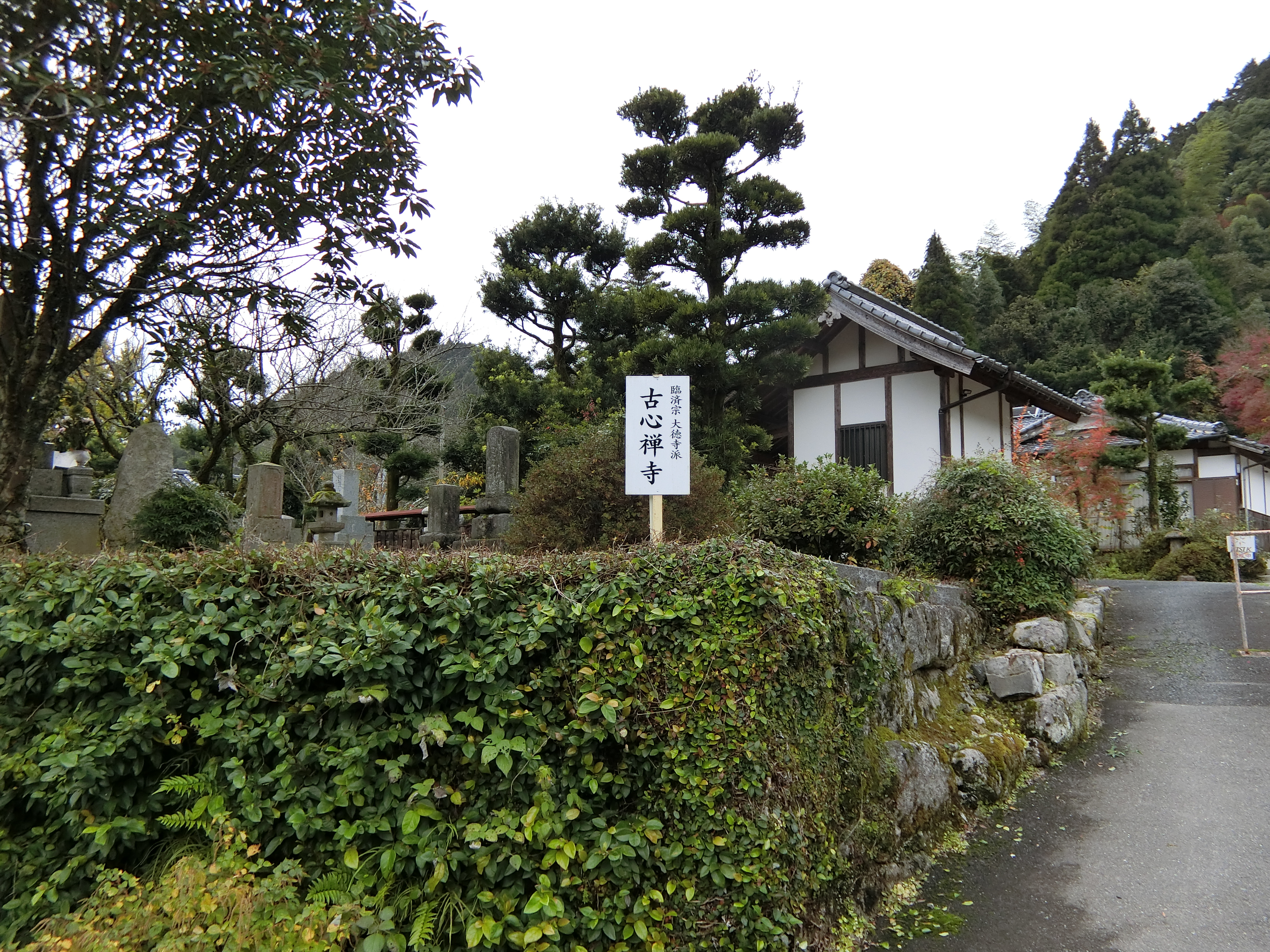
古心寺 裏門

古心寺（こしんじ）は、福岡県朝倉市秋月にある臨済宗大徳寺派の寺。旧筑前秋月藩黒田家の菩提寺である。

## 概要
秋月藩を立藩した黒田長政の次男・黒田長興が父の菩提を弔うため、秋月陣屋の陣下に建立した。開山は江月宗玩。開基は江月の仏弟子・江雪。
長興は寺の建立にあたって、京都在中に江月宗玩和尚に山号・寺号の命名を依頼していた。和尚は長政の追号を取って興雲山古心寺と名付けた。その後月日が流れ、寺が出来る前に江月和尚が死去。正保4（1647年）、長政の25回忌を迎えるにあたり、長興はかねてよりの計画に沿って寺を建立した。落慶の儀とともに追善供養を行い、寺社領として50石を寄進した。江月和尚の仏弟子・江雪が秋月に下り、初代住職となる。
以降、秋月黒田家当主歴代の菩提寺として、藩祖・長興より歴代の藩主・夫人、夭折した子や姫の位牌が安置され、境内の一角には墓碑が建てられた。広い境内に二重の土塀、大きな本堂と玄関付の1棟、山門、鐘楼など偉容を誇った。
明治になると藩の庇護がなくなり、経営が困難となって規模が縮小され、本堂は甘木の光照寺へ、山門は弥永の浄光寺に移された。
現在の本堂、庫裏、山門は昭和46年以降に檀信徒によって再建された。
境内墓所には「日本最後の仇討ち」で有名になった臼井六郎や剣術師藤田仲智己などの墓所がある。